# Radio 10 Magic FM
Radio 10, voluit Radio 10 Magic FM, is een Surinaams radiostation uit Paramaribo. Het is te ontvangen in Paramaribo, Nieuw-Nickerie en Moengo.

## Uitzendingen
Duttenhofer kwam met Radio 10 met een voor Suriname vernieuwende formule en veranderde daarmee het Surinaamse radiolandschap. In korte tijd werd het een van de belangrijkste radiostations van het land. Uit een onderzoek uit 2006-07 kwam het station als populairste van Suriname naar voren. De voor Suriname andere programmering bestaat vooral uit een kortere programma's met geregeld opvoedkundige elementen. De zender brengt onafhankelijk nieuws en rustige muziek en richt zich op luisteraars in het algemeen en niet op een van de etnische Surinaamse groepen. Het zendt uit in het Nederlands.

## Geschiedenis
Radio 10 werd op 10 december 1996 opgericht door Werner Duttenhofer, die zijn ervaring in de omroepwereld opdeed sinds hij in 1963 als omroeper bij Apintie begon en later nog bij de Surinaamse stations ABC en Rapar werkte. Het getal tien verwijst naar het aantal commerciële radiostations dat er op het moment van de oprichting in Suriname waren. Duttenhofer had de eerste uitzending op de 10e willen beginnen om 10 uur 's ochtends, wat op die dag echter pas vanaf half zeven 's avonds lukte. De uitzending werd geopend met de tune van Sranan Kondre van The Stan Lokhin Band, waarmee duidelijk gemaakt werd dat het om een Surinaamse zender ging en niet om bijvoorbeeld de Nederlandse Radio 10 Gold. Een ander kenmerk is dat het station zich op alle Surinamers richt en niet op een enkele bevolkingsgroep.
De uitzendrechten waren verkregen door een vergunning van de regering-Venetiaan I (NPS), en niet van de regering-Wijdenbosch II (NDP) zoals een hardnekkig gerucht was. Het gerucht sloeg later om naar beschuldigingen dat de vergunning een cadeautje van Bouterse (NDP) was geweest. Via een rechtszaak dwong Duttenhofer Johnny Kamperveen van zijn voormalige werkgever ABC om deze beschuldiging terug te nemen.